# Laksana (Ibun)
Laksana is een bestuurslaag in het regentschap Bandung van de provincie West-Java, Indonesië. Laksana telt 7081 inwoners (volkstelling 2010).